# Retocomus duboisi
Retocomus duboisi är en skalbaggsart som beskrevs av Abdullah 1965. Retocomus duboisi ingår i släktet Retocomus och familjen kvickbaggar. Inga underarter finns listade i Catalogue of Life.